# ニューヨーク・テンダベリー
『ニューヨーク・テンダベリー』（New York Tendaberry）は、ニューヨーク生まれのシンガー、ソングライター、ピアニストのローラ・ニーロのサードアルバムである。1969年の秋に、前作である『イーライと13番目の懺悔』の約18か月後にコロムビア・レコードよりリリースされた。プロデューサー兼エンジニアのロイ・ハリーとニーロにより製作された。ジャケット写真はデビッド・ゲールにより撮影された。
『ニューヨーク・テンダベリー』は、『イーライ…』および『魂の叫び』とともにニーロの初期三部作の2番目と考えられてる。その中でも『ニューヨーク・テンダベリー』は最も熱烈で激しいものだが、音楽的およびテーマ的に類似していると考えられている。
ニーロは1969年において最も人気のあるポップソングライターの1人であり、彼女の楽曲はフィフス・ディメンション、スリー・ドッグ・ナイト、ブラッド・スウェット・アンド・ティアーズなどのさまざまなグループによりヒットした。『ニューヨーク・テンダベリー』は、楽曲の評判のおかげで最も商業的に成功したレコードとなり、ビルボード 200 （以前はポップアルバムチャートとして知られていた）で最高32位を記録した。
フィフス・ディメンションは、ポップ・シングル・チャート（ビルボード・ホット100）で「セーブ・ザ・カントリー」で全米27位に達し、バーブラ・ストライサンドなどのアーティストは『タイム・アンド・ラブ』を録音した。
2003年、このアルバムはMojoの史上最高のアルバムコレクションブックに記載され、再発行されたバージョンはUncut誌の2002年のベストアルバムに選ばれた。

## 概要
『ニューヨーク・テンダベリー』はニーロの故郷であるニューヨーク市の影響を強く受けている。
このアルバムで、ニーロは恋人やロマンスについて直前のアルバム『イーライと13番目の懺悔』よりも著しく暗いトーンで歌っている。
音楽的には『ニューヨーク・テンダベリー』は他のどのアルバムよりもはるかに緊密である。弦楽器とクラシック楽器の使用は注目に値するが、彼女の声とピアノを中心にいくつかの歌が作られたため複数の楽器によるハーモニーは以前の作品よりも少なくっている。
ニーロは共同プロデューサー兼エンジニアのロイ・ハリーに対して色彩のメタファーを用いて指示を出した。ニーロは楽譜がよく理解できなかったため、自らの希望を伝えるのに音楽以外のアナロジーを用いて居た。
このアルバムでは "Mercy on Broadway: の銃声や "New York Tendaberry" のきらめく空などの効果音なども使用されている。ニーロのピアノ演奏とともにジャズバンド、オーケストラ、ロックバンドも用いられているが、以前の二枚のアルバムと比べると控えめに使用されている。
このアルバムは1年間にわたる夜間の録音セッションの後にリリースされたもので、ほとんどの人がニーロの芸術的最高点だと考えている。

## 再発売
コロムビア・レコードのレガシー部門は、2002年の夏に『イーライと13番目の懺悔』および『ゴナ・テイク・ア・ミラクル』とともにこのアルバムをリマスターおよびボーナストラックを追加して再発売した。
再発版には1971年にニーロが録音した未発表曲の「イン・ザ・カントリー・ウェイ」（"In the Country Way"）と、1968年の夏に録音されたニーロの初のチャート入りを狙ったモノラルのシングル・バージョンの「セイヴ・ザ・カントリー」が収録されていた。この試みは裏目に出て、ニーロはアルバム『ニューヨーク・テンダベリー』ではピアノソロでの演奏に戻った。
付属のブックレットには写真、歌詞、レコーディングの詳細に加え、デヴィッド・フリッケによる新しいライナーノーツとスザンヌ・ヴェガによる裏表紙の回想録が掲載されている。再発版は『アンカット』誌の2002年ベストアルバムに選ばれた。
Pure Pleasure Records は 2008 年にこのアルバムを自社のカタログに追加した。
レイ・スタッフがオリジナルのアナログテープを使用してリマスタリングを行い、オリジナルのアートワークをゲートフォールド・カバーに収め、180グラムのオーディオファイル向けヴァイナルレコードに収録されている。

## トラックリスト
全曲ローラ・ニーロが作詞作曲
| #  | タイトル                                                                          | 作詞 | 作曲・編曲 | 時間 |
| -- | --------------------------------------------------------------------------------- | ---- | ---------- | ---- |
| 1. | 「ユー・ドント・ラヴ・ミー・ホエン・アイ・クライ (You Don't Love Me When I Cry)」 |      |            | 4:24 |
| 2. | 「暗い朝のキャプテン (Captain for Dark Mornings)」                                |      |            | 4:38 |
| 3. | 「トム・キャット・グッバイ (Tom Cat Goodbye)」                                    |      |            | 5:32 |
| 4. | 「マーシー・オン・ブロードウェイ (Mercy on Broadway)」                            |      |            | 2:18 |
| 5. | 「セイヴ・ザ・カントリー(国を救え) (Save the Country)」                           |      |            | 4:36 |

| #   | タイトル                                                         | 作詞 | 作曲・編曲 | 時間 |
| --- | ---------------------------------------------------------------- | ---- | ---------- | ---- |
| 6.  | 「ギブソム・ストリート (Gibsom Street)」                         |      |            | 4:47 |
| 7.  | 「タイム・アンド・ラヴ (Time and Love)」                         |      |            | 4:24 |
| 8.  | 「マン・フー・センズ・ミー・ホーム (The Man Who Sends Me Home)」 |      |            | 2:52 |
| 9.  | 「スウィート・ラヴィン・ベイビー (Sweet Lovin' Baby)」           |      |            | 3:55 |
| 10. | 「キャプテン・センイト・ルーシファー (Captain Saint Lucifer)」   |      |            | 3:17 |
| 11. | 「ニューヨーク・テンダベリー (New York Tendaberry)」             |      |            | 5:33 |

| #   | タイトル | 作詞 | 作曲・編曲 | 時間 |
| --- | --- | ---- | ---------- | ---- |
| 12. | 「セイヴ・ザ・カントリー(国を救え)(シングル・ヴァージョン、モノラル) (Save the Country (Single version) (Mono))」 |      |            | 2:26 |
| 13. | 「イン・ザ・カントリー・ウェイ(未発表曲) (In the Country Way)」                                                   |      |            | 2:10 |

## パーソネル
- ローラ・ニーロ - ピアノ、ボーカル、編曲
- ジミー・ハスケル - 指揮者、オーケストラ編曲
- ゲイリー・チェスター - ドラムス[2]
- ロイ・ハリー - プロデューサー、エンジニア
- David Gahr - カバー写真